# Paul Brocchi
Pour les articles homonymes, voir Brocchi.
Paul Louis Antoine Brocchi est un médecin, un agronome et un naturaliste français né le 2 mai 1838 à Nancy et mort le 9 avril 1898 à Paris.

## Biographie
Il obtient une thèse de science à la Sorbonne en 1875. Sa thèse qui porte sur les crustacés décapodes est dirigée par Henri Milne Edwards (1800-1885). Après l’obtient d’un titre de docteur en médecine, il enseigne à l’École des hautes études durant 25 ans. Parallèlement, il succède à Émile Blanchard (1819-1900) à l’Institut agronomique.
Il étudie l’anatomie des crustacés, l’ostréiculture mais aussi de très nombreux sujets liés à l’amélioration des pratiques agricoles comme l’élevage du bétail, l’aquaculture, l’apiculture ou la sériciculture. En hommage aux services rendues pour l’agriculture française, il reçoit la Légion d'honneur en 14 juillet 1892.
Brocchi est aussi l’auteur de publications sur les amphibiens d’Amérique et d’Océanie en décrivant les espèces récoltées durant plusieurs missions scientifiques. Il est l’auteur de plusieurs dizaines de nouvelles espèces.

## Quelques taxons décrites
- Bufo bocourti
- Bufo mexicanus
- Craugastor bocourti
- Craugastor lineatus
- Craugastor mexicanus
- Exerodonta
- Exerodonta sumichrasti
- Hyla plicata
- Phoboscincus bocourti
- Plectrohyla
- Plectrohyla crassa
- Rana maculata
- Rana vaillanti

## Source
- Kraig Adler (2007). Contributions to the History of Herpetology. Volume 2, Society for the study of amphibians and reptiles : 389 p.  (ISBN 0916984710)
- « Cote LH/369/96 »